# Vega de Pas
Vega de Pas – gmina w Hiszpanii, w prowincji Kantabria, w Kantabrii, o powierzchni 87,53 km². W 2011 roku gmina liczyła 824 mieszkańców.